# آن كارولين شيري
آن كارولين شيري (بالإنجليزية: Ann Caroline Sherry)‏ هي موظفة مدنية أسترالية، ولدت في 2 فبراير 1954 في غمبيا في أستراليا.